# Arnaes Odelín
Arnaes Odelín es una deportista cubana que compite en judo. Ganó tres medallas en el Campeonato Panamericano de Judo entre los años 2020 y  2022.

## Palmarés internacional
| Campeonato Panamericano | Campeonato Panamericano | Campeonato Panamericano | Campeonato Panamericano |
| Año                     | Lugar                   | Medalla                 | Categoría               |
| ----------------------- | ----------------------- | ----------------------- | ----------------------- |
| 2020                    | Guadalajara (México)    | Medalla de bronce       | –57 kg                  |
| 2021                    | Guadalajara (México)    | Medalla de oro          | –57 kg                  |
| 2022                    | Lima (Perú)             | Medalla de plata        | –57 kg                  |